# Pseudothrips beckhami
Pseudothrips beckhami är en insektsart som beskrevs av Beshear och Howell 1976. Pseudothrips beckhami ingår i släktet Pseudothrips och familjen smaltripsar. Inga underarter finns listade i Catalogue of Life.